# Abala, Niger
Abala este o comună rurală din departamentul Filingue, regiunea Tillabéri, Niger, cu o populație de 56.803 locuitori (2001).